# Liste der Bodendenkmäler in Pleystein
Auf dieser Seite sind die Bodendenkmäler in der Oberpfälzer Stadt Pleystein zusammengestellt. Diese Tabelle ist eine Teilliste der Liste der Bodendenkmäler in Bayern. Grundlage ist die Bayerische Denkmalliste, die auf Basis des Bayerischen Denkmalschutzgesetzes vom 1. Oktober 1973 erstmals erstellt wurde und seither durch das Bayerische Landesamt für Denkmalpflege geführt wird. Die folgenden Angaben ersetzen nicht die rechtsverbindliche Auskunft der Denkmalschutzbehörde.

## Bodendenkmäler der Gemeinde Pleystein

### Bodendenkmäler in der Gemarkung Bernrieth
| Lage                 | Objekt                                                                         | Akten-Nr.     | Bild |
| -------------------- | ------------------------------------------------------------------------------ | ------------- | ---- |
| Bernrieth (Standort) | Bastion, Befestigung des Mittelalters oder der frühen Neuzeit.                 | D-3-6340-0028 |      |
| Bernrieth (Standort) | Befestigung des Mittelalters oder der frühen Neuzeit.                          | D-3-6340-0106 |      |
| Bernrieth (Standort) | Befestigung des Mittelalters oder der frühen Neuzeit.                          | D-3-6340-0107 |      |
| Bernrieth (Standort) | Wüstung Schillhopfen, spätmittelalterlicher und frühneuzeitlicher Eisenhammer. | D-3-6340-0108 |      |

### Bodendenkmäler in der Gemarkung Burkhardsrieth
| Lage                      | Objekt | Akten-Nr.     | Bild |
| ------------------------- | --- | ------------- | ---- |
| Burkhardsrieth (Standort) | Archäologische Befunde des Mittelalters und der frühen Neuzeit im Bereich der Katholischen Kirche St. Nikolaus in Burkhardsrieth, darunter die Spuren von Vorgängerbauten bzw. älterer Bauphasen.          | D-3-6340-0025 |      |
| Burkhardsrieth (Standort) | Spätpaläolithische und mesolithische Freilandstation. | D-3-6340-0030 |      |
| Burkhardsrieth (Standort) | Archäologische Befunde des Mittelalters und der frühen Neuzeit im Bereich der Katholischen Wallfahrtskirche St. Ulrich bei Burkhardsrieth, darunter die Spuren von Vorgängerbauten bzw. älterer Bauphasen. | D-3-6340-0088 |      |

### Bodendenkmäler in der Gemarkung Lohma
| Lage             | Objekt | Akten-Nr.     | Bild |
| ---------------- | --- | ------------- | ---- |
| Lohma (Standort) | Hallstattzeitlicher Bestattungsplatz mit Grabhügeln.                                                                       | D-3-6340-0008 |      |
| Lohma (Standort) | Spätpaläolithische und mesolithische Freilandstation, Siedlungen vorgeschichtlicher Zeitstellung und des Frühmittelalters. | D-3-6340-0009 |      |
| Lohma (Standort) | Mesolithische Freilandstation.                                                                                             | D-3-6340-0012 |      |

### Bodendenkmäler in der Gemarkung Miesbrunn
| Lage                 | Objekt | Akten-Nr.     | Bild |
| -------------------- | --- | ------------- | ---- |
| Miesbrunn (Standort) | Archäologische Befunde im Bereich des frühneuzeitlichen Herrenhauses von Peugenhammer, darunter die Spuren des spätmittelalterlichen und frühneuzeitlichen Eisenhammers.                            | D-3-6340-0094 |      |
| Miesbrunn (Standort) | Archäologische Befunde des Mittelalters und der frühen Neuzeit im Bereich der Katholischen Pfarrkirche St. Wenzeslaus in Miesbrunn, darunter die Spuren von Vorgängerbauten bzw. älterer Bauphasen. | D-3-6340-0105 |      |

### Bodendenkmäler in der Gemarkung Pleystein
| Lage                 | Objekt | Akten-Nr.     | Bild |
| -------------------- | --- | ------------- | ---- |
| Pleystein (Standort) | Spätpaläolithische und mesolithische Freilandstation. | D-3-6340-0014 |      |
| Pleystein (Standort) | Archäologische Befunde des Mittelalters und der frühen Neuzeit im historischen Stadtkern von Pleystein.                                                                                            | D-3-6340-0015 |      |
| Pleystein (Standort) | Mittelalterlicher Burgstall, untertägige Befunde der frühen Neuzeit im Bereich der Katholischen Wallfahrtskirche Hl. Kreuz in Pleystein.                                                           | D-3-6340-0016 |      |
| Pleystein (Standort) | Archäologische Befunde der mittelalterlichen Stadtbefestigung von Pleystein mit Mauer, Graben, Außenwall und fünf abgebrochenen Toren.                                                             | D-3-6340-0017 |      |
| Pleystein (Standort) | Mesolithische Freilandstation. | D-3-6340-0018 |      |
| Pleystein (Standort) | Mesolithische Freilandstation. | D-3-6340-0020 |      |
| Pleystein (Standort) | Mesolithische Freilandstation. | D-3-6340-0024 |      |
| Pleystein (Standort) | Untertägige Befunde der abgegangenen mittelalterlichen Kapelle St. Achatius mit zugehörigem Friedhof in Pleystein.                                                                                 | D-3-6340-0103 |      |
| Pleystein (Standort) | Archäologische Befunde des Mittelalters und der frühen Neuzeit im Bereich der Katholischen Pfarrkirche St. Sigismund in Pleystein, darunter die Spuren von Vorgängerbauten bzw. älterer Bauphasen. | D-3-6340-0104 |      |
| Pleystein (Standort) | Untertägige Befunde der historischen Richtstätte von Pleystein mit Sonderfriedhof. | D-3-6340-0114 |      |
| Pleystein (Standort) | Frühneuzeitliche Wüstung Trutzhof. | D-3-6340-0116 |      |

### Bodendenkmäler in der Gemarkung Waidhaus
| Lage                | Objekt                      | Akten-Nr.     | Bild |
| ------------------- | --------------------------- | ------------- | ---- |
| Waidhaus (Standort) | Vorgeschichtliche Siedlung. | D-3-6340-0042 |      |